# 1,10-二溴癸烷
1,10-二溴癸烷是一种有机溴化合物，化学式为C10H20Br2。它可由1,10-癸二醇和氢溴酸的反应制得。它和胺反应可以得到季铵盐，如和吡啶反应，得到相应的二吡啶鎓二溴化物。它和叠氮化钠在DMF中反应，得到1,10-二叠氮基癸烷。